# Helmer Hedström
Den här sidan handlar om riksdagsmannen Helmer Hedström. För ingenjören, se Helmer Hedström (ingenjör).
August Helmer Hedström (i riksdagen kallad Hedström i Gäddvik), född 21 maj 1873 i Nederluleå, död där 17 december 1951, var en svensk lantbrukare och politiker (högerman). 
Helmer Hedström var riksdagsledamot i andra kammaren 1925-1928 för Norrbottens läns valkrets.